# St. Simeonis (Minden)

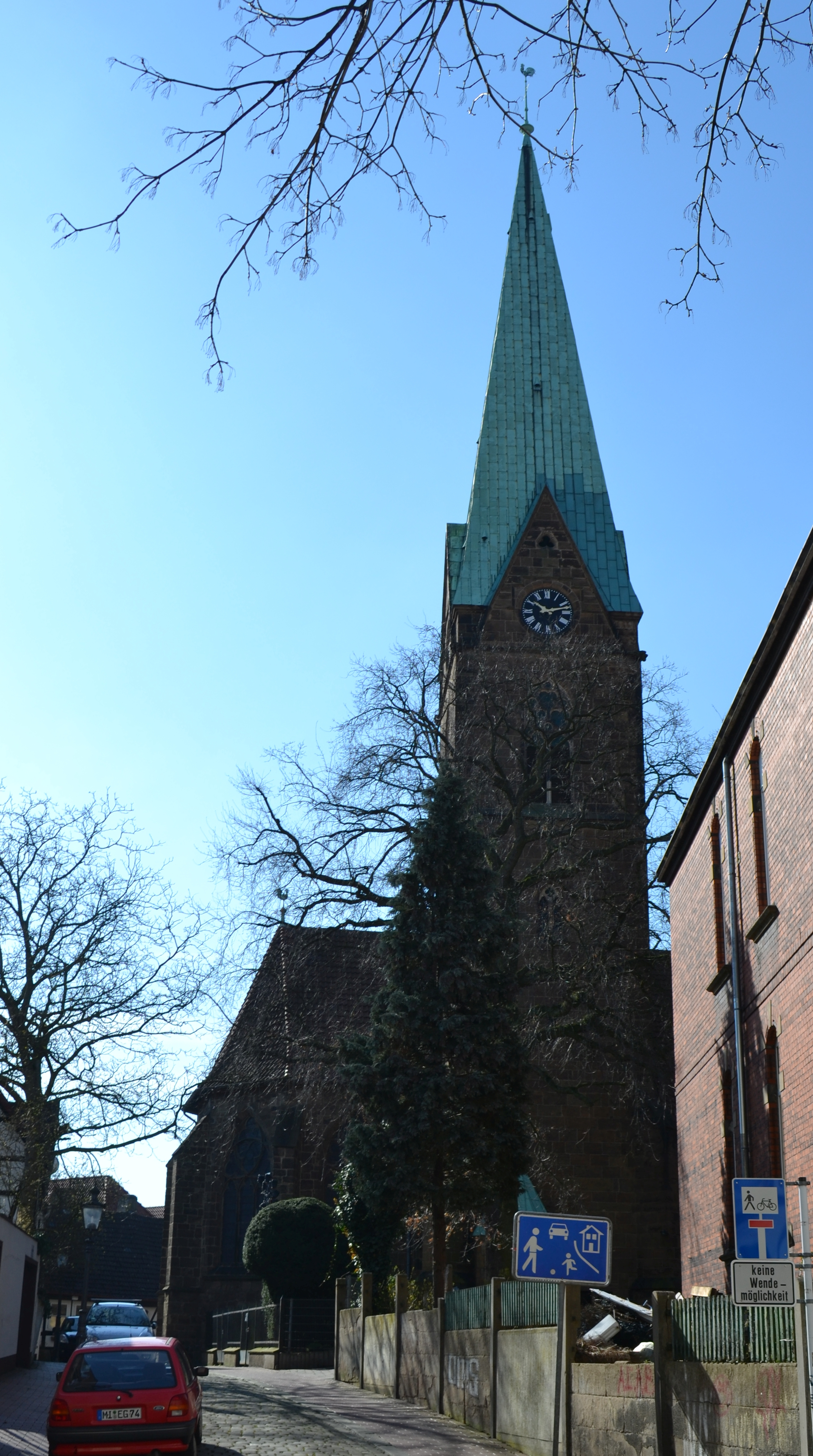
Die St. Simeoniskirche in Minden

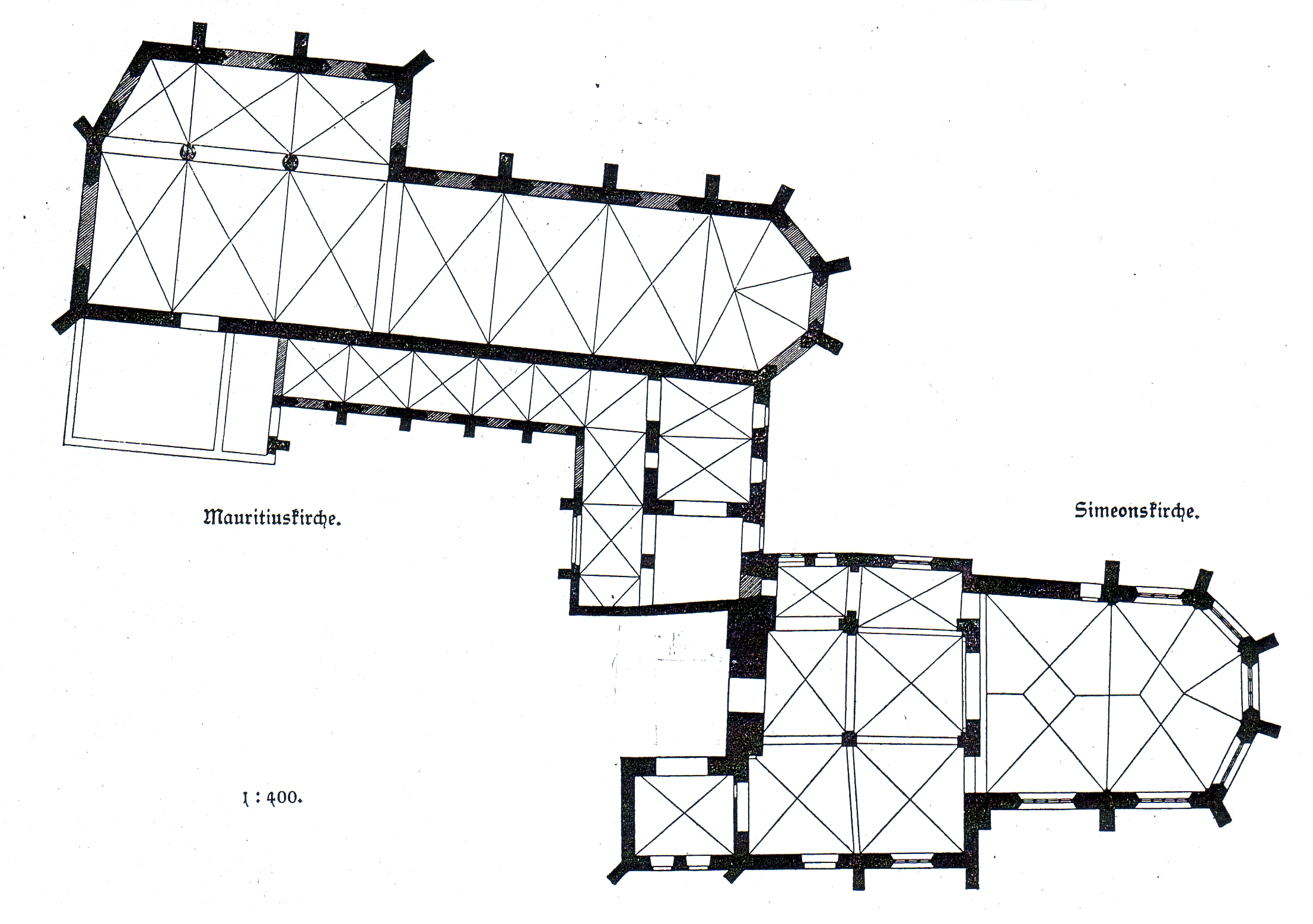
Grundriss 1902

Die evangelisch-lutherische Kirche St. Simeonis oder Simeoniskirche in der ostwestfälischen Stadt Minden ist ein Kirchengebäude, das in der südlichen Mindener Altstadt steht. Ihr Turm gehört damit zu den stadtbildprägenden Gebäuden von Minden. Direktes Nachbargebäude ist die katholische Kirche St. Mauritius mit dem Konvent der Schwestern der christlichen Liebe. In der Simeonskirche predigte 1529 Heinrich Traphagen und löste damit die Reformation in Minden aus. Seit Pfingsten 2004 ist die Kirche St. Simeons eine „Offene Kirche“ der Evangelischen Kirche von Westfalen und ohne eigene Kirchengemeinde.

## Geschichte
Am 1. Juni 1214 wurde die Kirche als eine Filialkirche von St. Martini geweiht. Den Namen erhielt sie von Simeon von Trier. Der zunächst einschiffige Bau wurde im 13. Jahrhundert durch das nördliche Seitenschiff erweitert, im 14. Jahrhundert durch sein Pendant das südliche Seitenschiff.
Durch die Verlegung des Klosters St. Mauritius neben die Simeonskirche wurde sie von 1434 bis 1475 gleichzeitig Pfarr- und Klosterkirche. Dies erforderte weitere Baumaßnahmen, wie den Hallenchor im Osten der Kirche für das Chorgebet der Mönche. 1475 wurde die neue Klosterkirche St. Mauritius unmittelbar neben St. Simeon fertiggestellt und damit die Funktion der Klosterkirche wieder an das Kloster St. Mauritius übergeben. Gleichzeitig wurde die Pfarrstelle jetzt nicht mehr aus der weltlichen Kirchengemeinde heraus, sondern vom Kloster aus bestellt.
Dies hielt sich jedoch nicht. Im September 1529 war es wieder ein Benediktinermönch, der hier predigte. Heinrich Traphagen hielt von der Kanzel der Simeonskirche eine Predigt, die durch Schriften Martin Luthers geprägt war. Der Abt des Klosters, Heinrich Keppelen, ließ ihn für dieses Vergehen ins städtische Gefängnis setzen. Die darüber aufgebrachte Bürgerschaft befreite Traphagen nachts jedoch heimlich und machte ihn zu ihrem Fürsprecher. Traphagen wurde von der evangelischen Bürgerschaft der Stadt Minden demonstrativ wieder als Pfarrer eingesetzt und war am 3. Oktober 1529 wieder auf der Kanzel der Simeoniskirche. Von dort griff er Abt und Konvent von St. Mauritius scharf an. Seine Zuhörer warfen anschließend die Fenster der Dienstwohnung des Abtes im Kloster ein. Unterstützt von der Bürgerschaft begann die Reformation, es wurde ein Ausschuss von 36 Männern gebildet, jeweils zwölf aus den drei Kirchspielen der Stadt. In Folge wurde der Rat der Stadt Minden umbesetzt und ergänzt, die Kirche St. Simeons wurde evangelisch. Das Konvent des Klosters St. Mauritius musste 1529 nach Rinteln flüchten, 1552 kam es jedoch wieder zurück. Die Mutterkirche St. Martini wechselte im Dezember 1529 zu einer evangelischen Kirche.
Die Simeonsgemeinde stellte dem Infanterie-Regiment „Prinz Friedrich der Niederlande“ (2. Westfälisches) Nr. 15 gegen ein Entgelt ihre Kirche für die Abhaltung von Garnisonsgottesdiensten zur Verfügung.
Nach dem Deutsch-Französischen Krieg verfügte der Kaiser, dass in jeder Kirche der Monarchie eine Tafel errichtet werde, welche unter der Aufschrift: „Aus diesem Kirchenspiel starben für König und Vaterland“, die Namen der in den drei letzten Feldzügen Gefallenen enthalten sollte. Sie hängt neben der Tafel von 1813/15 in der Simeonskirche.
Um 1900 schuf Professor Alexander Linnemann aus Frankfurt für die Kirche 5 Glasfenster gemäß Werkverzeichnis aus dem Jahr 1902.
Im Rahmen einer Strukturreform im Bistum wurde der zugehörige Pfarrbezirk 2004 aufgelöst und die Kirche zur „Offene Kirche“ ohne Gemeinde erklärt. Im Jahr 2014 wurde das 800-jährige Jubiläum der Kirche begangen.

## Orgel
Die Orgel von St. Simeonis wurde 1974 von der dänischen Orgelbaufirma Marcussen & Søn (Appenrade) erbaut. Das Instrument hat 24 Register auf zwei Manualen und Pedal. Die Spieltrakturen und Registertrakturen sind mechanisch.
| I Rückpositiv C–g3 |             |       |
| 1.                 | Holzgedackt | 8′    |
| 2.                 | Quintatön   | 8′    |
| 3.                 | Prinzipal   | 4′    |
| 4.                 | Rohrflöte   | 4′    |
| 5.                 | Oktave      | 2′    |
| 6.                 | Nasard      | 1 ⁄3′ |
| 7.                 | Scharff III | 1′    |
| 8.                 | Dulzian     | 16′   |
| 9.                 | Vox humana  | 8′    |
|                    | Tremulant   |       |

| II Hauptwerk C–g3 |                 |       |
| 10.               | Prinzipal       | 8′    |
| 11.               | Rohrflöte       | 8′    |
| 12.               | Oktave          | 4′    |
| 13.               | Spitzflöte      | 4′    |
| 14.               | Flachflöte      | 2′    |
| 15.               | Sesquialtera II | 2 ⁄3′ |
| 16.               | Mixtur V        | 2′    |
| 17.               | Trompete        | 8′    |

| Pedal C–f1 |                 |     |
| 18.        | Subbass         | 16′ |
| 19.        | Oktave          | 8′  |
| 20.        | Oktave          | 4′  |
| 21.        | Nachthorn       | 2′  |
| 22.        | Rauschpfeife IV |     |
| 23.        | Fagott          | 16′ |
| 24.        | Trompete        | 8′  |

- Koppeln: II/I, I/P, II/P; Superoktavkoppel I/P

## Baudenkmal

### Turm
Der 1912 erbaute Turm der Simeonskirche ist 60,5 m hoch und mit einem spitzen, kupfergedeckten Dach versehen. Er war lange Sitz des südlichen Türmers der Stadt Minden, der von hier nach Feinden in der Porta Westfalica und nach Feuer Ausschau hielt. Der Turm trägt fünf Glocken, vier davon entstanden im 20. Jahrhundert, zwei wurden von der Domgemeinde gestiftet.

### Bürgerverein
Im Mai 2010 gründeten engagierte Bürger den Verein „Rettet St. Simeonis“. Ziel ist es, das Baudenkmal zu erhalten und vor allem den Turm zu sanieren.

## Gemeinde

### Bekannte Pfarrer
- Pfarrer Heinrich Traphagen September 1529 – ?
- ab 1700: Johann Rabe (1672–1748)[10]
- Pfarrer Heinrich Poetter 1874 – 1886
- Pfarrer Hans Graff Februar 1944 – Dezember 1945[11]